# Cynoglossum wildii
Cynoglossum wildii är en strävbladig växtart som beskrevs av E.S. Martins. Cynoglossum wildii ingår i släktet hundtungor, och familjen strävbladiga växter. Inga underarter finns listade i Catalogue of Life.